# エリカ38
『エリカ38』（Erica38）は、2019年6月7日に公開された日本映画である。樹木希林が企画し浅田美代子が初めて映画で主演した。監督・脚本は日比遊一。実際におきた事件をモチーフとしている。PG12指定。
樹木と浅田はテレビドラマ「時間ですよ」で共演した旧知の間柄である。「浅田が女性詐欺師を演(や)ったらおもしろいと思うのよ。」浅田の「代表作」にしたいという樹木の熱意が映像作家・日比とプロデューサー・奥山を動かした。樹木はキャスティングや脚本にも関わり、浅田演じる聡子の母親役として出演している。

## あらすじ
渡部聡子は新橋のクラブでホステスをしながら、アメリカ製のサプリメントをマルチ商法で売りさばいていた。ある日会員とのミーティングのあと、喫茶店で伊藤と名乗る女性から声をかけられた。彼女は1個12,500円のサプリメントをいきなり15個買い、「会わせたい人がいるの、なかなか会えないけど」と言う。伊藤の名刺の肩書きは商事会社の会長だった。
数か月後、聡子は伊藤とともに平澤という男と面会する。国境を超えて国防的な仕事をしており、ペンタゴンとも関係があるという。おだてられてその気になった聡子は、平澤が手がけるカンボジアの支援事業に関わることになった。平澤がセミナーで放つオーラと聡子のチャーミングなセールストークによって金庫に入りきれない程の現金が集まった。ふたりは男女の関係になり、カンボジア支援の名目で集めた金を私的に浪費した。
聡子は会合で知り合った佐々木という高齢の資産家と結婚し、アメリカ風の豪邸を購入させて、老人ホームから母を呼び寄せた。いっぽう、平澤はいつの間にか別の女性と密会を重ねていた。それを知った聡子は平澤への思いを断ち切るようにタイへ旅立った。ポルシェと名乗るタイの青年のトラブルを金で解決してやったことをきっかけに、ふたりは本物の恋人のようにデートを重ね、結ばれた。聡子はポルシェに大金と家まで与えた。聡子は私はエリカ、38歳と偽ったが、本当は60過ぎであることをポルシェは知っていた。
そのうち佐々木が亡くなった。金庫の金も無くなった。聡子の自宅に20名ほどの出資者が押しかけてきた。聡子に大金を預けたのに、いつまで待っても配当金さえもらえないことに業を煮やしている。出資者の中にはすでに首を吊った者もいるという。追い詰められた聡子は平澤や弁護士に電話するふりをする。とっくの昔に平澤とは連絡がとれない。彼の携帯は他人名義、住所さえもないのだ。聡子は、「私に何の責任があるの？支援したかったのはあなたたちでしょう。」と言い放つ。
愛車のポルシェを手放し、母を再び老人ホームに預けて、聡子はタイへもどり、ポルシェと何度も愛し合った。ポルシェは、僕の家族に会ってみないかと言う。今夜は私が夕食を作るから！スーパーへ向かう途中で立ち寄ったガソリンスタンドで聡子は現地の警察に拘束され、日本へ移送された。

## キャスト
- 渡部聡子（わたべさとこ）/エリカ - 浅田美代子
- 平澤育男 - 平岳大
- 橋本弘 - 窪塚俊介（関係者にインタビューしてまわるジャーナリスト）
- 玉木亮介 - 山崎一（被害者）
- 小島まさえ - 山崎静代（メイド）
- 工藤周平 - 小籔千豊（中古車メカニック）
- ポルシェ - WORAPHOP KLAISANG（タイの恋人）
- 愛 - 菜葉菜（クラブホステス）
- 渡部聡子（43年前） - 鈴木美羽
- 玉木の妻 - 佐伯日菜子
- 中井亜紀 - 真瀬樹里（被害者、平澤と関係）

- 田代 - 小川ガオ（クラブの客）
- クラブのママ - 大空舞
- 玉木の息子 - 今野真
- ケンヤ - 飛葉大樹（ホスト）
- 聡子の母（43年前） - 森りさ
- 聡子の父（43年前） - 本井博之
- 聡子の友だち（43年前） - 二見仁菜

- 北島 - 中村有志（被害者）
- 池田 - 黒田アーサー（被害者）
- 鈴木 - 永野典勝（被害者）
- 岸田 - Sebastian Katsu（被害者）
- 梅村 - 坂東七笑（被害者）
- 近藤 - 齋藤あきら（被害者）
- 高見 - 竹下かおり（被害者）
- 北川 - 秋川百合（被害者）
- きぬ - 阿部百合子（被害者）

- 田中功二 - 小松政夫（被害者）
- 佐々木修 - 岡本富士太（聡子の夫）
- 竹田正道 - 古谷一行（被害者）
- 伊藤信子 - 木内みどり（平澤と「ぐる」）
- 聡子の母 - 樹木希林

## スタッフ
- 監督 - 日比遊一
- 脚本 - 日比遊一
- 企画 - 樹木希林
- 製作総指揮 - 奥山和由
- プロデューサー - 中村直史、升本由喜子、木谷真規
- アシスタントプロデューサー - 谷垣和歌子
- ラインプロデューサー - 吉澤豪起
- 撮影 - 高岡ヒロオ
- 照明 - 岩丸晴一
- 録音 - 山口勉
- 衣装 - 宮本まさ江
- 装飾 - 吉田敬太
- 小道具 - 平野藍子
- ヘアメイク - 永野あゆみ
- 編集 - 細野優理子
- 音楽 - 渡邊琢磨
- 助監督 - 躰中洋蔵
- スクリプター - 宮下こずゑ
- 撮影技師 - 鴇田晴海
- 技術プロデュース - 稲村剛義、稲村浩
- ポスプロ - オムニバス・ジャパン
- 制作プロダクション - エクセリング
- 企画制作プロダクション - チームオクヤマ
- 製作・配給 - KATSU-do
- 著作権表記 - 吉本興業

## 評価

### 受賞
ロンドン・イーストアジア映画祭 2019（2019年10月24日～11月3日）のコンペティション部門に出品され、主演の浅田美代子が審査員特別賞を受賞した。日本人女優の同賞受賞は初。

## Blu-ray&DVD
2020年5月13日、よしもとミュージックから発売された。